# Ponera mayri
Ponera mayri (лат.) — ископаемый вид муравьёв из подсемейства Ponerinae (Formicidae). Название дано в честь австрийского мирмеколога Густава Майра (Gustav Mayr; 1830—1908).

## Описание
Обнаружен в эоценовых балтийском и ровенском янтарях (Польша, Россия, Украина, Priabonian), голотип MZ PAN 11487 хранится в коллекции Museum Ziemi PAN (Варшава, Польша), паратипы — в Гёттингене и Киеве. Длина тела самцов около 3 до 4 мм. Голова расширена кпереди, почти одинаковой длины и ширины. Глаза овальные, выпуклые. Длина переднего крыла около 3 мм. Переднее крыло с замкнутыми ячейками 1 + 2r, 3r, rm и mcu. Ячейка 3r в 3,5—4,0 раза больше максимальной ширины. Поперечные жилки rs-m и r-rs встречаются с RS близко друг к другу, но всё же в разных точках, разделенных менее чем двумя ширинами жилки. 2M присутствует, так что ячейка rm четырехугольная, а mcu пятиугольная. Длина ячейки mcu примерно в 1,5 раза больше ширины. 1RS примерно вдвое короче 1М. Встреча жилок cu-a и M + Cu проксимальнее вилки 1M и 1Cu, отделенная от нее жилкой немногим более чем на две ширины. Ячейка cua открыта апикально.